# Nadja Uhl
Nadja Uhl (Stralsund, 23 de mayo de 1972) es una actriz alemana. Nació el martes 23 de mayo de 1972 en Stralsund, una pequeña ciudad en el Bundesland de Mecklemburgo-Pomerania Occidental (perteneciente por aquella época a la República Democrática Alemana).

## Biografía
Su formación como actriz tuvo lugar en la Escuela superior de música y teatro "Felix Mendelssohn" (Leipzig), entre 1990 y 1994, estrenándose como actriz de teatro en el Hans Otto Theater de Potsdam en 1994. Fue allí donde abrió un hall musical con su compañero sentimental Kay Bockhold en 2006.
Su primer papel en un filme data de 1993 (Der Grüne Heinrich, dirigida por Thomas Koerfer, cubriendo Nadja Uhl el papel de Agnes), pero fue en 2000 cuando llamó la atención del público internacional al participar en La Leyenda de Rita (Die Stille nach dem Schuß), dirigida por Volker Schlöndorff. En esta película interpreta a Tatjana, una camarera de la República Democrática Alemana que se rebela contra el sistema de ésta. Su trabajo en el filme de Schlöndorff le valió el Oso de Plata a la Mejor Actriz del Festival Internacional de Cine de Berlín y la nominación a Mejor Actriz de Reparto en los Premios del Cine Alemán.
En 2002 actúa en la película Gemelas (De Tweeling), dirigida por el neerlandés Ben Sombogaart y basada en el best-seller homónimo escrito por Tessa de Loo. Aquí interpreta a Anna, hermana de Lotte. Ambas son separadas al morir sus padres; la Segunda Guerra Mundial y el Holocausto consolidarán esa separación. El filme fue nominado al Oscar a la Mejor Película de Habla no Inglesa en la 76.ª. edición de los Premios de la Academia.
En 2005 cubrió el papel de Nicole (Nike) en la película Verano en Berlín (Sommer vorm Balkon), dirigida por Andreas Dresen. Su actuación le valió en este caso la nominación a Mejor Actriz Protagonista en los Premios del Cine Alemán.
En 2006 cubrió el papel de Katja Döbbelin en la miniserie La tormenta del siglo (Die Sturmflut), dirigida por Jorgo Papavassiliou. Esta exitosa producción televisiva de la RTL se centra en la tormenta que asoló parte de Alemania (sobre todo, Hamburgo y alrededores) del 16 al 17 de febrero de 1962, dejando 315 muertos. En este mismo año, Uhl fue candidata al Premio del Cine Alemán en la categoría de «Mejor protagonista femenina» por su papel en la película de gran éxito de Andreas Dresen, «Verano en Berlín».
En 2008 participa en El Complejo Baader Meinhof (Der Baader Meinhof Komplex), de Uli Edel, basada en el best-seller homónimo de Stefan Aust. En esta historia basada en hechos reales, Nadja Uhl interpreta a Brigitte Mohnhaupt, integrante activa de la Fracción del Ejército Rojo (Rote Armee Fraktion o R.A.F., un grupo terrorista alemán de ideología marxista que estuvo activo entre finales de los 60 y 1998) y líder de su segunda generación. También en 2008, Nadja Uhl participa en una producción, basada asimismo en hechos reales, sobre el secuestro, en 1977, del Vuelo 181 de Lufthansa, perpetrado por cuatro miembros del Frente Popular para la Liberación de Palestina y en connivencia con la R.A.F. El papel de Nadja Uhl se corresponde esta vez con la auxiliar de vuelo Gabriele Dillmann, una de las víctimas del secuestro. Se da la coincidencia de que en el momento del secuestro la líder de la R.A.F. era Brigitte Mohnhaupt.  
Nadja Uhl dio a luz a una hija el 28 de octubre de 2006.

## Filmografía y personajes interpretados
- My Heaven Will Wait (2013) (TV) .... Mary Khoner
- Die Toten vom Schwarzwald (2009) (TV) .... Inka
- Die Stunde der Nutria (2009) (TV) .... Tania Bartko
- Männerherzen (2009) .... Susanne Feldberg
- So glücklich war ich noch nie (2009) .... Tanja
- Mogadischu (2008) (TV) .... auxiliar de vuelo Gabriele Dillmann
- Der Baader Meinhof Komplex (2008) .... Brigitte Mohnhaupt
- Kirschblüten - Hanami (2008) .... Franzi
- Nicht alle waren Mörder (2006) (TV) .... Anna Degen
- Vier Minuten (2006) .... Nadine Hoffmann
- Die Sturmflut (2006) (TV) .... Katja Döbbelin
- Dornröschen erwacht (2006) (TV) .... Juliane Meybach
- Artour (serie de TV). Episodios: 
  - 1 episodio emitido el 5 de enero de 2006
- Sommer vorm Balkon (2005) .... Nicole "Nike" Pawelsky
- Mord am Meer (2005) (TV) .... Paula Reinhardt
- Lautlos (2004) .... Nina
- Das Wunder von Lengede (2003) (TV) .... Helga Wolbert
- De Tweeling (2002) .... Anna
- Scherbentanz (2002) .... Zitrone
- Was tun, wenn's brennt? (2001) .... Nele
- My Sweet Home (2001) .... Anke
- La Volpe a tre zampe (2001) .... Doris
- Verhängnisvolles Glück (2000) (TV) .... Gloria
- Die Stille nach dem Schuß (2000) .... Tatjana
- Verrat (2000)
- Schnee in der Neujahrsnacht (1999) .... Nora
- No Sex (1999) (TV) .... Isabell Jacobi
- Ufos über Waterlow (1998) (TV)
- Stan Becker - Auf eigene Faust (1998) (TV) .... Laura Basenius
- Gefährliche Lust - Ein Mann in Versuchung (1998) (TV) .... Sophie
- Blutiger Ernst (1998) (TV) .... Marysa Heeren
- Mörderisches Erbe - Tausch mit einer Toten (1998) (TV) .... Helen Braddy
- Beichtstuhl der Begierde (1997) (TV)
- Mein ist die Rache (1997) (TV) .... Evi
- Tatort (serie de TV). Episodios:
  - Eiskalt (temporada 1, episodio 370, 28 de septiembre de 1997) .... Petra Schächter
- First Love - Die große Liebe (serie de TV emitida por primera vez en 1997) .... Wolke
- Alarmcode 112 (serie de TV emitida por primera vez el 25 de septiembre de 1996)
- Polizeiruf 110 (serie de TV). Episodios:
  - Kleine Dealer, große Träume (temporada 25, episodio 4, 19 de febrero de 1996) .... Bibi
- Zerrissene Herzen (1996) (TV) .... Britta
- Der Grüne Heinrich (1993) .... Agnes